# Lacistema hasslerianum
Lacistema hasslerianum là một loài thực vật có hoa trong họ Lacistemataceae. Loài này được Chodat mô tả khoa học đầu tiên năm 1903.

## Hình ảnh

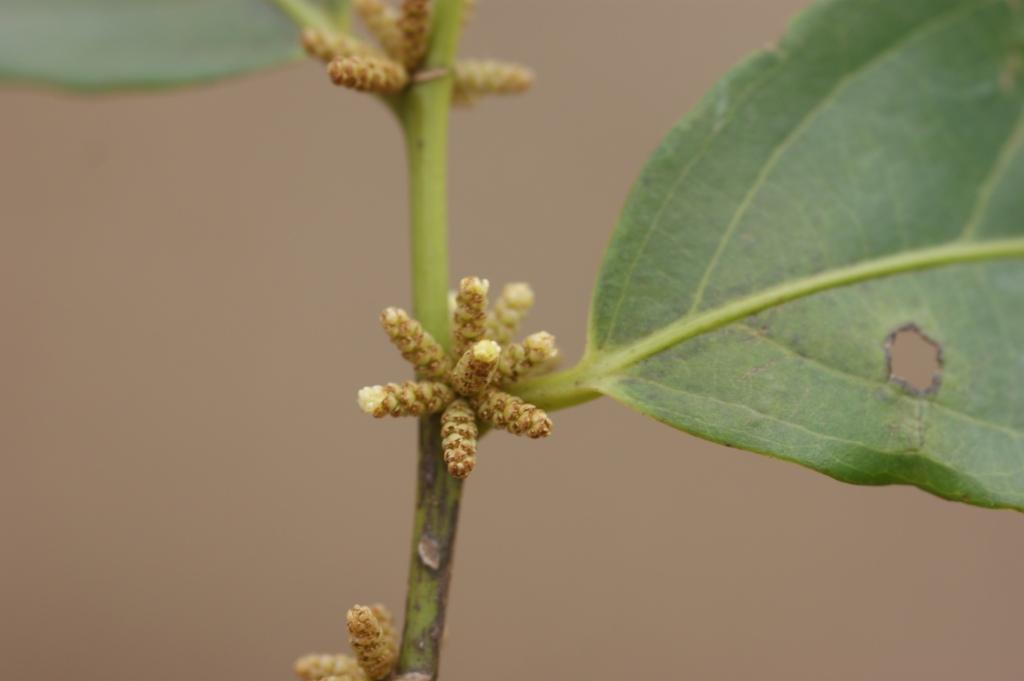
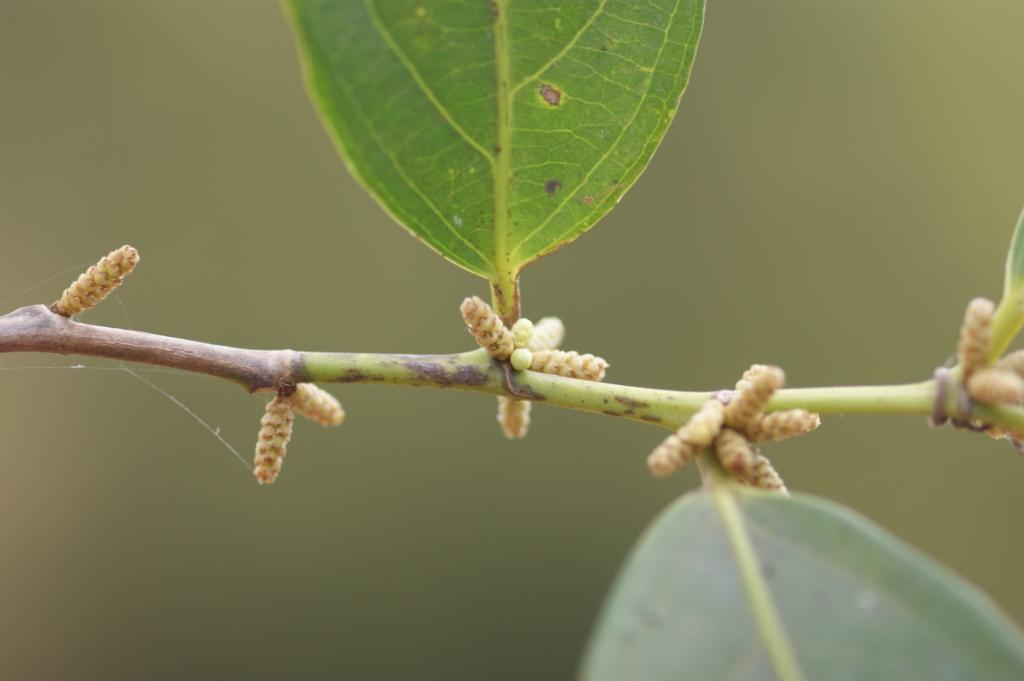